# Venha-Ver
Venha–Ver (en català: Vine-Veure) és un municipi de l'estat brasiler de Rio Grande do Norte. la seva població s'estima en 4.205 habitants. (IBGE 2020).
El municipi s'localitza a l'extrem sud-oest de l'estat, fent la triple fronterer amb els estats de Ceará i Paraíba i fa part de la Regió Geogràfica de Pau-dos-Ferros i en el polo Serrano, amb una distància de 454 km de la capital Natal.